# Camille Lacourt
Camille Lacourt (Narbonne, 1985. április 22. –) a 2000-es évek egyik legsikeresebb francia úszója. Többszörös világ- és Európa-bajnok, tizenkilencszeres francia bajnok.

## Élete
2008 óta a CNM (Cercle des nageurs de Marseille) marseille-i úszóklub versenyzője. Első jelentősebb nemzetközi sikerét 2009-es úszó-világbajnokságon érte el, ahol döntőt úszott 50 m-es hátúszásban (5. helyezést ért el). A következő évben egész Európa felfigyelt rá a 2010-es budapesti úszó-Európa-bajnokságon, ahol Európa-bajnoki címet szerzett 50 m-es és 100 m-es hátúszásban, majd a 4 × 100 m-es vegyes váltó tagjaként. A dobogó legfelső fokára Hugues Duboscq, Frédérick Bousquet és Fabien Gilot társaságában állhatott fel.
Jelenleg ő tartja a 100m-es hátúszás Európa-rekordját (a világ második legjobb időeredménye Aaron Peirsol világrekordja után), és az 50m-es hátúszás francia országos rekordját 24 s 07-es időeredménnyel.
Az Európai Úszószövetség 2010-ben az év európai úszójának választotta.
2011-ben, Sanghajban, az első férfi világbajnok lett 100 m-es hátúszásban a francia úszás történetében. A döntőben nagy harcot vívott ő és honfitársa Jérémy Stravius, végül századra azonos idővel csaptak a célba, így mindketten elnyerték az aranyérmet.
2012. évi nyári olimpiai játékokon 0.11 másodperccel maradt le a dobogóról 100 m-es hátúszásban, és ez alkalommal a francia férfi 4x100 m-es vegyes váltónak sem sikerült számottevő eredményt elérnie.
A Barcelonában megrendezett 2013-as úszó-világbajnokságot ismét 2 aranyéremmel zárta. Az elsőt egyénileg 100 m-es hátúszásban 24 s 42-es időeredménnyel honfitársát, Jérémy Straviust megelőzve, a másodikat a francia férfi 4x100 m-es vegyes váltóval szerezte, mivel az eredetileg elsőként célba érkező amerikai váltó kizárásra került.

## Időeredményei
| Esemény                                  | Versenyszám          | Idő                             | Helyezés |
| ---------------------------------------- | -------------------- | ------------------------------- | -------- |
| 2009-es úszó-világbajnokság              | 50 m hátúszás        | 24 s 61                         | 5. hely  |
| 2010-es úszó-Európa-bajnokság            | 50 m hátúszás        | 24 s 07                         | Arany    |
| 2010-es úszó-Európa-bajnokság            | 100 m hátúszás       | 52 s 11 – Európa-bajnoki rekord | Arany    |
| 2010-es úszó-Európa-bajnokság            | 4x100 m vegyes váltó | 3 min 31 s 32                   | Arany    |
| 2010-es rövid pályás úszó-világbajnokság | 100 m hátúszás       | 49 s 80                         | Ezüst    |
| 2011-es úszó-világbajnokság              | 50 m hátúszás        | 24 s 57                         | Ezüst    |
| 2011-es úszó-világbajnokság              | 100 m hátúszás       | 52 s 76                         | Arany    |
| 2012. évi nyári olimpiai játékok         | 100 m hátúszás       | 52 s 08                         | 4. hely  |
| 2013-as úszó-világbajnokság              | 50 m hátúszás        | 24 s 42                         | Arany    |
| 2013-as úszó-világbajnokság              | 4x100 m vegyes váltó | 3 min 31 s 51                   | Arany    |

## Magánélet
Párja Valérie Bègue, Miss Franciaország 2008. Kislányuk Jazz, 2012. október 20-án született.